# Miroslav Januš
Miroslav Januš (ur. 9 sierpnia 1972 w Postupicach) – czeski strzelec sportowy. Brązowy medalista olimpijski z Atlanty.
Specjalizował się w strzelaniu do ruchomego celu. Brał udział w czterech igrzyskach (IO 92, IO 96, IO 00, IO 04). W 1996 zajął trzecie miejsce w strzelaniu do ruchomego celu na dystansie 10 metrów. Stawał na podium mistrzostw świata, zarówno w konkurencjach indywidualnych jak i drużynowych.